# Lista de cidades na Áustria

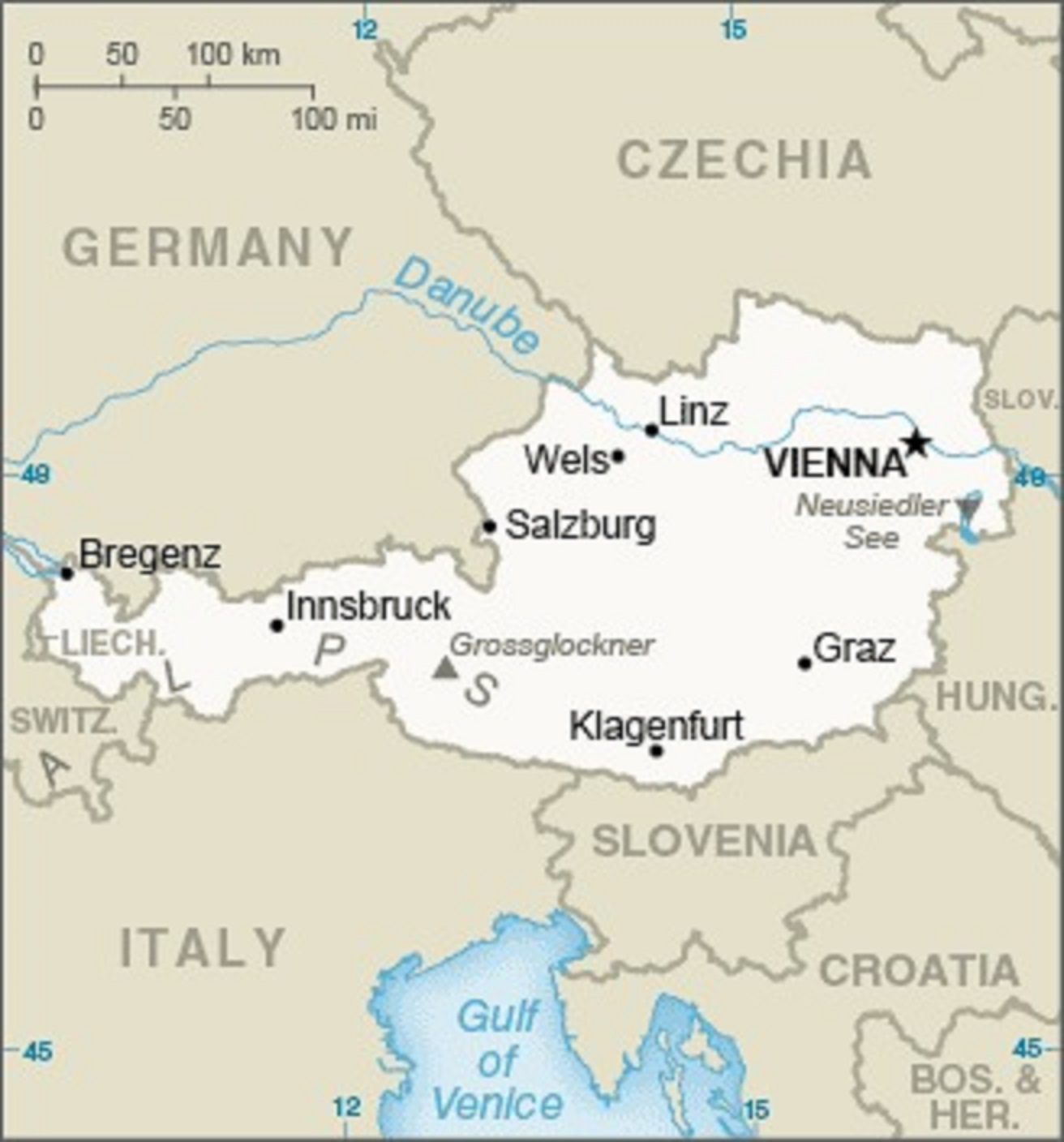
Principais cidades da Áustria

## As maiores cidades da Áustria
| Pos. | Cidade                   | População (2023) | Estado        |
| ---- | ------------------------ | ---------------- | ------------- |
| 1    | Viena                    | 1.982.097        | Viena         |
| 2    | Graz                     | 298.479          | Estíria       |
| 3    | Linz                     | 210.118          | Alta Áustria  |
| 4    | Salzburgo                | 156.619          | Salzburgo     |
| 5    | Innsbruck                | 131.358          | Tirol         |
| 6    | Klagenfurt am Wörthersee | 104.332          | Caríntia      |
| 7    | Villach                  | 65.135           | Caríntia      |
| 8    | Wels                     | 64.385           | Alta Áustria  |
| 9    | Sankt Pölten             | 57.639           | Baixa Áustria |
| 10   | Dornbirn                 | 51.222           | Vorarleberga  |
| 11   | Wiener Neustadt          | 47.878           | Baixa Áustria |
| 12   | Steyr                    | 37.917           | Alta Áustria  |
| 13   | Feldkirch                | 35.793           | Vorarleberga  |
| 14   | Bregenz                  | 29.620           | Vorarleberga  |
| 15   | Leonding                 | 29.129           | Alta Áustria  |
| 16   | Klosterneuburg           | 28.107           | Baixa Áustria |
| 17   | Baden                    | 26.017           | Baixa Áustria |
| 18   | Wolfsberg                | 25.133           | Caríntia      |
| 19   | Traun                    | 25.006           | Alta Áustria  |
| 20   | Leoben                   | 25.140           | Estíria       |
| 21   | Krems an der Donau       | 24.876           | Baixa Áustria |
| 22   | Amstetten                | 23.902           | Baixa Áustria |
| 23   | Lustenau                 | 23.843           | Vorarleberga  |
| 24   | Kapfenberg               | 22.182           | Estíria       |
| 25   | Hallein                  | 21.523           | Salzburgo     |
| 26   | Schwechat                | 21.166           | Baixa Áustria |
| 27   | Mödling                  | 20.630           | Baixa Áustria |
| 38   | Eisenstadt               | 15.729           | Burguenlândia |

Esta é uma lista das principais cidades da Áustria.
- Altenberg bei Linz
- Amstetten
- Ansfelden
- Bad Aussee
- Bad Ischl
- Baden
- Bischofshofen
- Bludenz
- Braunau am Inn
- Bregenz
- Bruck an der Mur
- Deutschlandsberg
- Dornbirn
- Ebensee
- Eisenerz
- Eisenstadt
- Enns
- Feldkirch
- Freistadt
- Fucking
- Fürstenfeld
- Gmunden
- Gmünd
- Graz
- Hallein
- Hallstatt
- Hartberg
- Hollabrunn
- Horn
- Imst
- Innsbruck
- Judenburg
- Kapfenberg
- Kirchdorf an der Krems
- Kitzbühel
- Klagenfurt
- Klosterneuburg
- Knittelfeld
- Krems an der Donau
- Kufstein
- Landeck
- Leoben
- Lenzing
- Leonding
- Liezen
- Linz
- Mariazell
- Mauthausen
- Mittersill
- Mödling
- Mürzzuschlag
- Poysdorf
- Ried im Innkreis
- Salzburgo
- Sankt Pölten
- Schärding
- Schwaz
- Spittal an der Drau
- Steyr
- Stockerau
- Traun
- Viena (Wien)
- Villach
- Wels
- Wiener Neustadt
- Wolfsberg
- Wörgl
- Íbosa do Danúbio
- Zeltweg
- Zwettl